# Vulpes vulpes pusilla
El zorro rojo de la India (Vulpes vulpes pusilla) es una subespecie de  mamíferos carnívoros  de la familia Canidae.

## Distribución geográfica
Se encuentra en la  India: el Punjab.